# Isle of Man TT

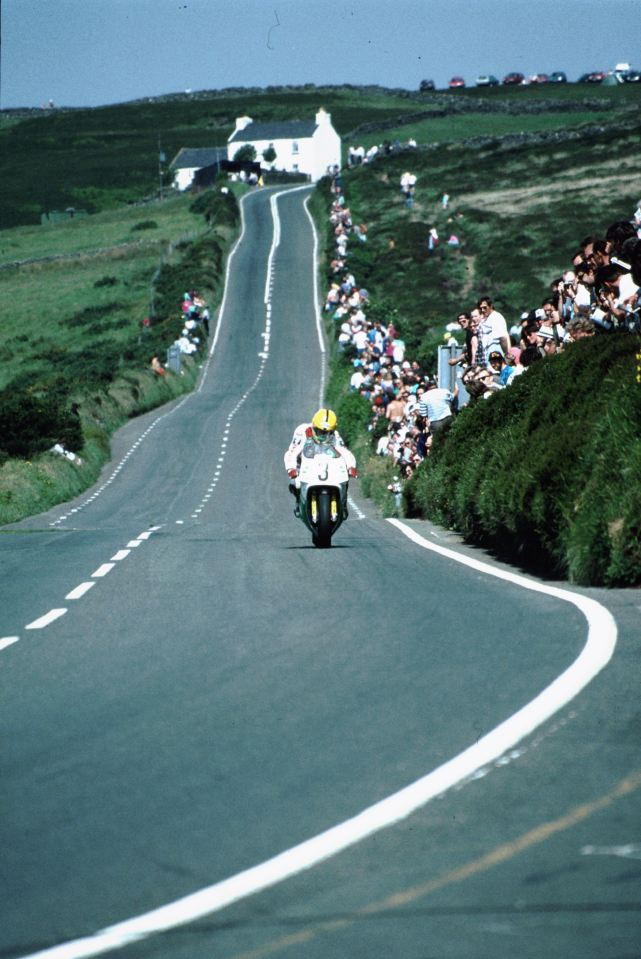
Joey Dunlop zwischen Kate’s Cottage und Creg ny Baa (1992)

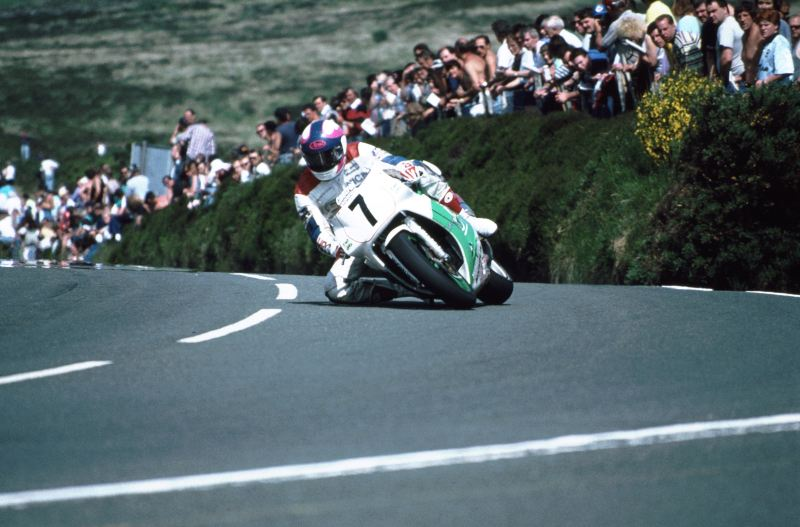
Nick Jefferies am Creg ny Baa (1992)

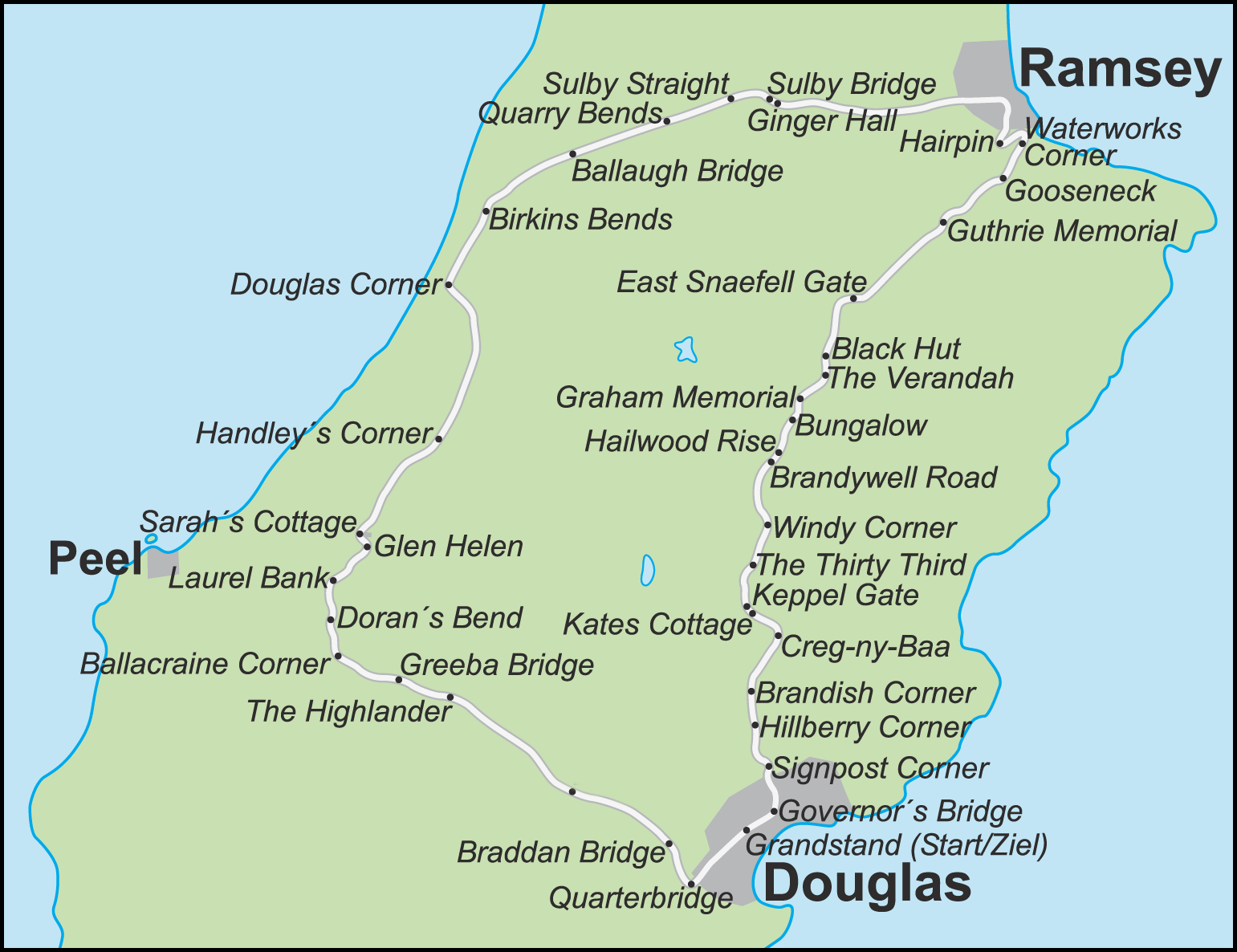
Karte des Snaefell Mountain Course

Die Isle of Man TT (meist kurz TT für englisch Tourist Trophy) ist ein Motorradrennen auf der Isle of Man, das seit 1907 veranstaltet wird. Die Renndistanz beträgt drei bis sechs Runden à 60,725 km. Gefahren wird mit mehr oder weniger stark modifizierten Supersportmotorrädern aus der Serienproduktion. Nur die Chassis der Seitenwagenmotorräder sind Spezialkonstruktionen für den Motorsport. Die Fahrer benötigen eine Rennlizenz und müssen sich vor dem Rennen qualifizieren. Zu der einwöchigen Serie von Wettbewerben, die im Rahmen der TT ausgetragen werden, strömen jährlich über 40.000 Rennsportfans auf die Insel, was etwa der Hälfte der Bevölkerung entspricht. Die Tourist Trophy gilt als das älteste, gefährlichste und umstrittenste Motorradrennen der Welt. Seit 1911 starben bei den offiziellen Trainings und Rennen 155 Rennfahrer.

## Klassen
In der Klasse Superbike wird wie in der Superbike-Weltmeisterschaft mit modifizierten Supersportmotorrädern gefahren, in der Klasse Superstock mit Supersportmotorrädern im Serienzustand. In der Klasse Supersport wird wie in der Supersport-Weltmeisterschaft mit Sportmotorrädern der Mittelklasse gefahren, die umfassend modifiziert werden dürfen. Supertwin ist die neueste Klasse in der TT und Sportmotorrädern mit klassischem Parallel-Twin vorbehalten, die umfangreich modifiziert werden dürfen. Die Chassis der Seitenwagen sind Spezialkonstruktionen für den Rennsport, wie sie auch in der Seitenwagen-Weltmeisterschaft eingesetzt werden.
| Klasse      | Motortyp      | Hubraumlimit | Leistung      |
| ----------- | ------------- | ------------ | ------------- |
| Superbike   | 4-Zylinder    | 1000 cm³     | über 200 PS   |
| Superstock  | 4-Zylinder    | 1000 cm³     | etwa 200 PS   |
| Supersport  | 4-Zylinder    | 600 cm³      | etwa 130 PS   |
| Supersport  | 3-Zylinder    | 675 cm³      | etwa 130 PS   |
| Supertwin   | Parallel-Twin | 700 cm³      | 90 bis 100 PS |
| Seitenwagen | 4-Zylinder    | 600 cm³      | etwa 130 PS   |
| Seitenwagen | 3-Zylinder    | 675 cm³      | etwa 130 PS   |
| Seitenwagen | Parallel-Twin | 900 cm³      | etwa 130 PS   |

## Rennstrecke
Dieses älteste Motorradrennen der Welt findet auf dem Snaefell Mountain Course statt, der kein permanenter Rundkurs ist, sondern aus normalen Straßen der Insel besteht. Diese werden während der Trainings und des Wettbewerbs für den Individualverkehr gesperrt. Das Rennen ist eines der bedeutendsten Straßenrennen weltweit.
Start und Ziel der Strecke liegen in Douglas. Die 37,733 mi (60,725 km) lange Strecke stellt wie kein anderes Rennen Anforderungen an Mensch und Material. Es ist kaum möglich, sich jede Kurve und damit verbunden alle Bremspunkte zu merken. Siegfried Schauzu bemerkte dazu:

„Die Ideallinie um 10 cm zu verfehlen, kann den Weg ins Jenseits bedeuten.“

Beim Rennen gibt es kein gemeinsames Starterfeld, sondern die Kontrahenten starten einzeln zeitversetzt. Bei Boxenstopps wird die Zeit neutralisiert. Die Durchschnittsgeschwindigkeit bei der TT beträgt in den Rennen mit den schnellsten Maschinen über 130 mph (209 km/h). Zum Vergleich: auf den modernen Rennstrecken, auf denen Motorrad-Grand-Prix gefahren werden, wird ein Schnitt von ca. 160 km/h erreicht.
Fast jedes Jahr kommt es zu tödlichen Unfällen. Sturzräume und -auffangbereiche sind spärlich bis gar nicht vorhanden. Die Teilnehmer bewegen sich auf dem Asphalt zwischen Häusern, Steinwänden und Böschungen. Auch Fahrbahnkuppen, wie etwa bei Brücken, sind kaum entschärft oder erst in späten Jahren nivelliert worden.

## Mad Sunday
Zu jeder TT gehört auch der Mad Sunday, bei dem die Strecke abgesperrt und in einer Richtung auch für Privatfahrer freigegeben wird. In neuester Zeit betrifft diese Einbahnregelung nur die Mountain Road von Ramsey bis Creg Ny Baa, dies jedoch an allen Tagen, an denen die Strecke freigegeben ist.

## Die erfolgreichsten TT-Fahrer
Der erfolgreichste Solo-Fahrer der TT ist Michael Dunlop mit 33 Siegen. In der Gespannkategorie ist der Einheimische Dave Molyneux mit 17 Siegen der erfolgreichste Pilot. Der erste Rennfahrer in der Geschichte, der alle fünf Rennen für Solomotorräder im selben Jahr gewann, war 2010 Ian Hutchinson.
Der aktuelle Rundenrekord wurde von Peter Hickman 2023 aufgestellt, die Rundenzeit betrug 16:36,115 min – was einer Durchschnittsgeschwindigkeit von 136,358 mph (219,447 km/h) entspricht. Zuvor war John McGuinness der erste Fahrer in der Geschichte der TT, der einen Schnitt von über 130 mph (209 km/h) erreichte. Der erfolgreichste Fahrer aus Deutschland ist Siegfried Schauzu, der auf der Isle of Man neunmal den Gesamtsieg bei den Gespannen errang. Die erste Frau, die an diesem Rennen teilnahm, war Inge Stoll im Jahr 1954. Die erste weibliche Solofahrerin war 1964 Beryl Swain. 2010 wurden beide Rennen (5. und 10. Juni 2010) der Seitenwagen von dem Österreicher Klaus Klaffenböck gewonnen, der damit der erste österreichische Sieger seit Rupert Hollaus im Jahr 1954 ist. Den Rundenrekord in der Gespannklasse halten seit 2023 die Gebrüder Birchall mit 120,645 mph (194,159 km/h).

## Geschichte

### Vorgeschichte

Rem Fowler nach seinem TT-Sieg 1907

Erst nach 1900 fanden die ersten Motorradrennen auf dem Kontinent unter dem Namen Coupe International abwechselnd im Land des letzten Siegers statt. Dabei wurde ein Reglement angewendet, ein Mindest-Gewicht der Maschine samt Fahrer vorzuschreiben. Zu dieser Zeit zeichnete sich bereits ab, dass England die Spitze im Motorradrennsport einnehmen würde. Allerdings erließ schon bald die britische Regierung eine Vorschrift, die Rennen auf nicht permanenten Rennstrecken verbot.
Die Reglementierung der Kontinentalrennen hinsichtlich Gewicht, das Veranstaltungsverbot in England und der Drang nach Fortschritt im Motorradrennsport brachte die Lösung in Form eines Rundstreckenrennens auf der Isle of Man, die nicht zum Vereinigten Königreich gehört, sondern als autonomer Kronbesitz eine Sonderstellung hat und daher das Verbot nicht beachten musste.
Das erste Reglement der Tourist Trophy 1907 war einleuchtend und unkompliziert: Es gab keine Begrenzung für Motorhubraum oder Gewicht. Die Konkurrenten mussten mit einem Durchschnittsverbrauch von 3,1 Liter Benzin pro 100 km bei Einzylindermaschinen bzw. 3,8 l/100 km bei Zweizylindermaschinen auskommen (eine Gallone/4,55 Liter für 90 mi (145 km) bzw. 75 mi (121 km).) Für das Rennen 1908 wurden die Werte auf 2,8 bzw. 3,5 l/100 km gesenkt.
Ebenso war ein Werkzeugsatz mitzuführen – er wurde auch wirklich gebraucht. Die Motorräder mussten gut funktionierende Auspuffanlagen, einen richtigen Sattel, Schutzbleche und Reifen mit zwei Zoll Breite haben. Eine andere wichtige Bestimmung schrieb Pedale vor, damit man mit ihnen den Vorwärtsdrang unterstützen konnte – bei der ersten TT war also Pedalieren erlaubt. Bereits 1908 wurden die Pedale verboten.

### Die Rennen auf der Isle of Man
Am 28. Mai 1907 fand das erste Rennen auf der Isle of Man mit 25 Fahrern statt. Es ging damals über den St. John’s Short Course, der von St. John’s über Ballacraine, Kirk Michael und Peel führte. Die rund 25 km lange Strecke war zehnmal zu umrunden. Die ersten Sieger waren Charlie Collier auf Matchless bei den Einzylindern und Rem Fowler auf Norton mit Peugeot-Motor bei den Zweizylindern. In den Jahren 1909 und 1910 wurde nur eine Klasse ausgeschrieben. Diese war sowohl für Einzylindermaschinen mit Hubräumen bis 500 cm³ als auch für Zweizylinder mit bis zu 750 cm³ offen.
1911 wurde erstmals der 60,7 km lange Snaefell Mountain Course befahren, den die Automobile schon seit 1904 nutzten. Außerdem gab es wieder zwei Kategorien, die bis heute noch namentlich existieren, die Junior-Klasse mit bis zu 350 cm³ Hubraum und die Senior-Klasse mit bis zu 500 cm³. Im Senior-Rennen gingen die ersten drei Plätze an die Marke Indian. Der Erste Weltkrieg brachte eine Unterbrechung der Rennen von 1915 bis 1919.
1920 brachte die erste Isle of Man TT nach dem Krieg eine neuerliche Erweiterung des Reglements: Lightweight 250 wurde als weitere Klasse eingeführt, fand aber erst 1922 offiziell Eingang in die Wertung. 1921 wurde die Senior-TT zum ersten und einzigen Mal von einem Fahrer mit einer 350-cm³-Maschine gewonnen. Dies gelang Howard Dowies auf A.J.S. 1925 war erstmals die gesamte Strecke asphaltiert.
Im Jahr 1927 verunglückte Archie Birkin in einem der Trainingsläufe, die damals noch in den frühen Morgenstunden im laufenden Verkehr auf dem Snaefell Mountain Course abgehalten wurden, tödlich. Er prallte mit seiner 500-cm³-McEvoy in Rhencullen beim Versuch, einem Lieferwagen auszuweichen, der in Richtung Peel unterwegs war, gegen eine Mauer und war auf der Stelle tot. Die Kurve auf der A3 zwischen Kirk Michael und Bishopscourt trägt seither den Namen Birkin’s Bend. Ab 1928 wurden daraufhin die Trainings zur Isle of Man TT und zum Manx Grand Prix nicht mehr bei laufendem Verkehr abgehalten.
Beim Rennen 1931 lag die Durchschnittsgeschwindigkeit erstmals über 80 mph (129 km/h). 1935 gewann der Ire Stanley Woods auf Moto Guzzi seinen fünften TT-Titel, nachdem er vorher schon vier Mal auf Norton gewonnen hatte. 1937 holte zum ersten Mal ein Ausländer in der Lightweight-TT, der 250er-cm³-Klasse, einen TT-Sieg: Omobono Tenni auf Moto Guzzi. Im folgenden Jahr gewann Ewald Kluge auf DKW, ebenfalls in der 250er-Klasse, als erster Deutscher ein TT-Rennen. 1939 sicherte sich Schorsch Meier auf BMW als erster Ausländer die begehrte 500er-Trophäe.

### Nach dem Zweiten Weltkrieg
Nach dem Zweiten Weltkrieg zählte die Tourist Trophy von 1949 bis 1976 zur Motorrad-Straßen-Weltmeisterschaft der FIM. 1951 wurde das Programm um die 125-cm³-Klasse ergänzt. 1957, zum Goldenen Jubiläum, überwand der Schotte Bob McIntyre auf seiner 500-cm³-Gilera erstmals die 100-mph-Grenze (ca. 161 km/h). 1958 gewann MV Agusta als erste Marke alle vier Soloklassen. 1959 schickte Honda zum ersten Mal ein Team zur TT und gewann auch gleich den Teampreis. 1960 siegte John Surtees zum dritten Mal hintereinander in der Senior-TT.
1961 sicherte Mike Hailwood Honda die ersten beiden Titel (in der 125er- und 250er-Klasse) und gewann auf Norton die Senior-TT. 1962 wurde – für sechs Jahre – das Reglement nochmals erweitert: die 50-cm³-Klasse (Ultralightweight-TT) kam hinzu. 1965 schaffte Jim Redman zum dritten Mal hintereinander einen Doppelsieg.

### Boykott des Rennens und Veränderung des Status
Nachdem Gilberto Parlotti in der WM-Saison 1972 in der Klasse bis 125 cm³ in Führung liegend tödlich verunglückt war, beschloss Giacomo Agostini, nie wieder auf dem gefährlichen Kurs zu fahren. Diesem Boykott schlossen sich Spitzenfahrer wie Phil Read, Barry Sheene und Rodney Gould an, sodass bis zur WM-Saison 1976 die Rennen mehr oder weniger nur von Privatfahrern bestritten wurden. Die FIM nahm die Tourist Trophy Ende 1976 aus der Wertung der Straßen-WM. 1977 wurde mit der Formula TT als Ersatz eine neue Serie geschaffen, die ebenfalls WM-Status hatte. Diese war in drei Kategorien (TT-F1 bis TT-F3) unterteilt und bestand bis 1989 als Weltmeisterschaft, die von der neu entstandenen Superbike-Weltmeisterschaft abgelöst wurde. 1977 und 1978 war der TT-Sieger in der jeweiligen Klasse gleichzeitig Weltmeister, danach flossen weitere Rennen in die WM-Wertung ein.
Das Jubiläumsrennen der Veranstaltung fand 2007 in der Woche vom 2. bis zum 8. Juni statt. In den Jahren 2020 und 2021 wurde das Rennen wegen der weltweiten COVID-19-Pandemie abgesagt.

## Kurioses
Bei der Junior TT 1926 erschien Garelli mit dem stärksten Motorrad der damaligen Zeit. Die Rennmaschine hatte vier Vergaser und leistete ca. 20 PS bei 4500 Umdrehungen pro Minute. Auf jeder Seite befanden sich zwei Vergaser, die so gekoppelt waren, dass normal nur zwei in Betrieb waren, während die anderen zwei Vergaser erst dann arbeiteten, wenn der Fahrer den Gasgriff über einen bestimmten Punkt drehte. Bemerkenswert war auch, dass die Maschine über zwei Auslasskanäle verfügte. Die Fachleute vor Ort sprachen immer wieder von dem Riesenkrach, den der Zweitakter machte und von Erminio Visioli, der immer wieder beim Training aus der Kurve flog. Letztendlich schied er im Hauptrennen wegen eines Bruchs des Gasgestänges aus.
Der Audi TT wurde nach der Isle of Man Tourist Trophy benannt, u. a. in Anlehnung an Ewald Kluges Sieg auf einer DKW.

## Siegerliste

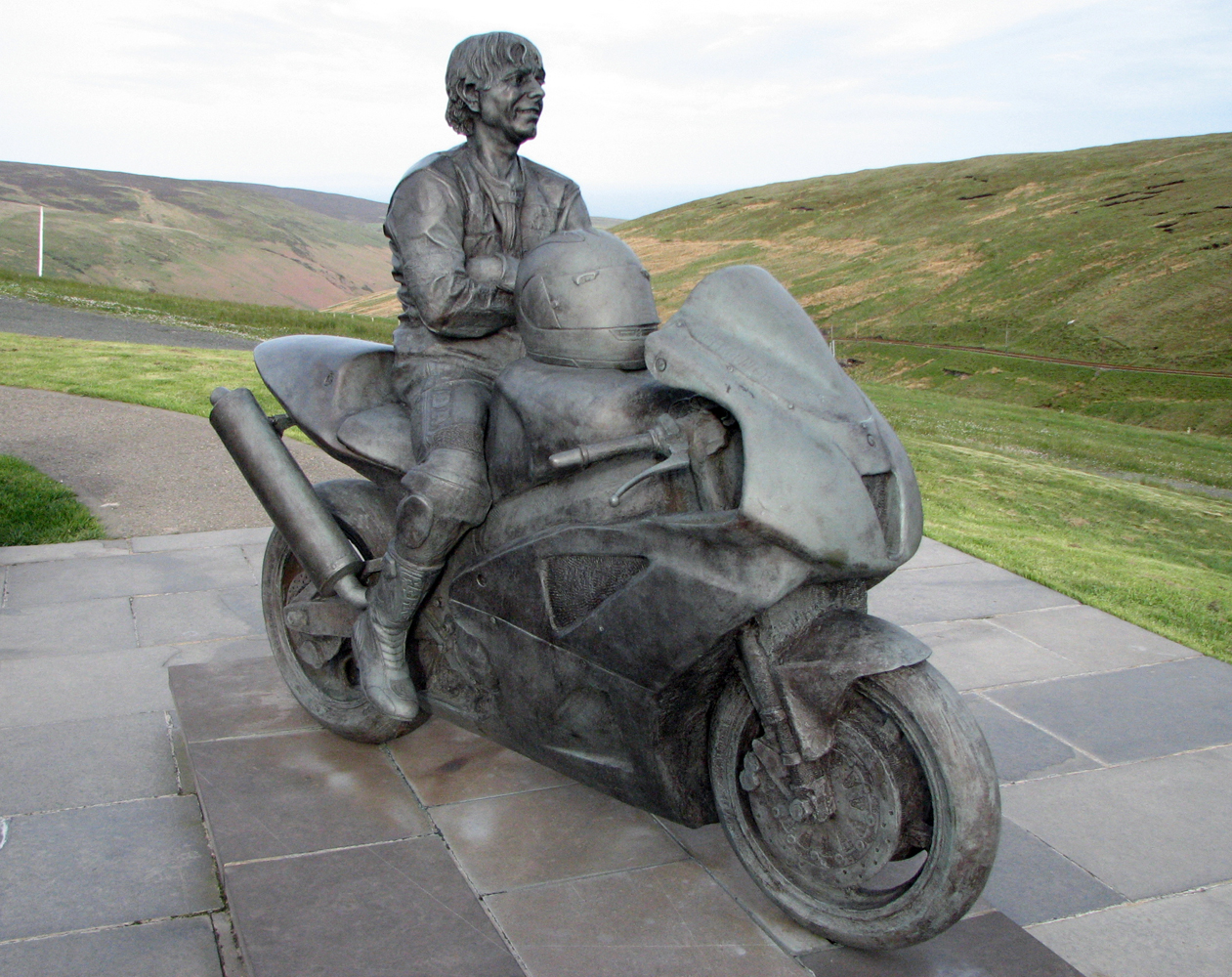
Statue von Joey Dunlop auf der Isle of Man, errichtet 2002

| Siege | Fahrer |
| ----- | --- |
| 33    | Michael Dunlop |
| 26    | Joey Dunlop |
| 23    | John McGuinness |
| 17    | Dave Molyneux |
| 16    | Ian Hutchinson |
| 14    | Ben Birchall, Mike Hailwood, Peter Hickman |
| 12    | Bruce Anstey |
| 11    | Steve Hislop, Phillip McCallen |
| 10    | Giacomo Agostini, Rob Fisher, Ian Lougher, Stanley Woods |
| 9     | Mick Boddice, David Jefferies, Siegfried Schauzu |
| 8     | Jim Moodie, Phil Read, Charlie Williams |
| 7     | Mick Grant, Chas Mortimer, Michael Rutter, Tony Rutter |
| 6     | Geoff Duke, Jimmie Guthrie, Jim Redman, John Surtees |
| 5     | Alec Bennett, Nick Crowe, Robert Dunlop, Dean Harrison, Brian Reid, Carlo Ubbiali |
| 4     | Ryan Crowe, Klaus Enders, Freddie Frith, Wal Handley, Trevor Ireson, Dave Leach, Chris Palmer, Ray Pickrell, Tarquinio Provini, Barry Smith, Bill Smith, Jock Taylor, John Williams |
| 3     | Ray Amm, Adrian Archibald, Graeme Crosby, Harold Daniell, Max Deubel, Ryan Farquhar, Carl Fogarty, Alex George, Tom Herron, Alan Jackson sr., Tony Jefferies, Geoff Johnson, Klaus Klaffenböck, Rob McElnea, Bob McIntyre, Phil Mellor, Dave Morris, Walter Schneider, Ian Simpson, Rolf Steinhausen, Luigi Taveri, Davey Todd, Barry Woodland |
| 2     | Hugh Anderson, Fergus Anderson, Manliff Barrington, Artie Bell, Geoff Bell, Lowry Burton, Kel Carruthers, Bernard Codd, Charlie Collier, Steven Cull, Howard Davies, Freddie Dixon, Charlie Dodson, Cameron Donald, Iain Duffus, Bob Foster, Dick Greasley, Shaun Harris, John Hartle, Fritz Hillebrand, Malcolm Hobson, Gary Hocking, John Holden, Percy Hunt, Bill Ivy, Gary Johnson, Alistair King, Con Law, Eddie Laycock, Ivan Lintin, Bill Lomas, Graeme McGregor, Trevor Nation, Gary Padgett, Steve Plater, Jock Porter, Cecil Sandford, Dave Saville, Tom Sheard, Edwin Twemlow, Malcolm Uphill, Eric Williams |
| 1     | Steve Abbott, Dario Ambrosini, Frank Applebee, Ken Arber, Reg Armstrong, Georg Auerbacher, Mark Baldwin, Rob Barber, Harry Bashall, Ian Bell, Dieter Braun, Eric Briggs, Norman Brown, Ralph Bryans, Jimmy Buchan, Trevor Burgess, Roger Burnett, Florian Camathias, Maurice Cann, Phil Carpenter, Phil Carter, Harold Clark, Rod Coleman, Harry Collier, Syd Crabtree, Dave Croxford, John Daniels, Leo Davenport, Geoff Davison, Tommy de la Hay, Ernst Degner, G. P. Douglas, Eddie Dow, Percy Evans, Helmut Fath, Jack Findlay, Frank Fletcher, Rem Fowler, Syd Gleave, Oliver Godfrey, Leslie Graham, Stuart Graham, Werner Haas, Dave Hallam, Roy Hanks, Bryan Hargreaves, Conrad Harrison, Ron Haslam, Ronnie Hazlehurst, Chris Heath, Freddie Hicks, James Hillier, Robert Holden, Rupert Hollaus, Clive Horton, Eric Houseley, Dennis Ireland, Mitsuo Itō, Brian Jackson, Nick Jefferies, Lee Johnston, Paddy Johnston, Ken Kavanagh, Bob Keeler, Neil Kelly, Basil Keys, John Kidson, Ewald Kluge, Ray Knight, Dennis Lashmar, Monty Lockwood, Frank Longman, Heinz Luthringshauser, Jack Marshall, Keith Martin, Hugh Mason, Cromie McCandless, Georg Meier, Ted Mellors, Mark Miller, Derek Minter, Brian Morrison, George O’Dell, Eric Oliver, Matt Oxley, Philip Palmer, Len Parker, Denis Parkinson, Graham Penny, Alex Phillip, Derek Powell, Cyril Pullin, Brian Purslow, Richard Quayle, Johnny Rea, Harry Reed, Tim Reeves, Brett Richmond, Tommy Robb, Alastair Michael Rogers, Nigel Rollason, Dave Roper, Fritz Scheidegger, Martin Sharpe, Dave Simmonds, Bill Simpson, Jimmie Simpson, Henry Tyrell-Smith, Cyril Taft, Omobono Tenni, Steve Tonkin, George Tucker, Kenneth Twemlow, Chris Vincent, Terry Vinicombe, Graham Walker, Frank Whiteway, Cyril Williams, Paul Williams, Peter Williams, Tim Wood, Tommy Wood, Stan Woods |